# ماتش (سوبرماركت)
ماتش هي شركة هولندية متخصصة في السوبرماركت.